# Jaapiella schmidti
Jaapiella schmidti är en tvåvingeart som först beskrevs av Ewald Rübsaamen 1912.  Jaapiella schmidti ingår i släktet Jaapiella och familjen gallmyggor. Inga underarter finns listade i Catalogue of Life.